# Tarsastrocles verrilli
Genre
Espèce
Tarsastrocles verrilli est une espèce d'étoiles de mer abyssale de la famille des Asteriidae, la seule représentante du genre Tarsastrocles. 
C'est une espèce qui vit très profond, et sur laquelle on sait encore peu de choses. Elle n'a été observée que dans la région de Hawaii.